# Красная Бессарабия
Кра́сная Бессара́бия — село в Григориопольском районе непризнанной Приднестровской Молдавской Республики. Вместе с посёлком Колосово и селом Победа входит в состав Колосовского сельсовета.

## География
Село расположено на расстоянии 27 км от города Григориополь и 87 км от г. Кишинёв.

## Население
В настоящее время постоянное население в селе Красная Бессарабия отсутствует. Последний коренной житель уехал из села летом 2012 года.